# Los Roques
Arhipelagul Los Roques este o dependență federală din Venezuela, format din aproximativ 350 de insule, insulite sau cays. Arhipelagul este situat la 80 mile (128 km) la nord de portul La Guaira, și este un zbor de 40 de minute, are o suprafata totala de 40.61 km patrati. Fiind aproape de un recif de corali neatins, ea atrage mulți "high-end" de vizitatori, în special din Europa, dintre care unii vin în propriile lor iahturi și ancorare în apele interioare, protejate de mică adâncime. Cu toate acestea, dezvoltarea turismului și sunt controlate. Din cauza varietate de păsări marine și de viață acvatic bogat, guvernul venezuelean a declarat Los Roques Islas un Parc Național în 1972. 